# Eomysticetus
Eomysticetus — вимерлий рід вусатих китів з пізнього олігоцену (чатський) утворення Чандлер-Брідж у Південній Кароліні.

## Таксономія
Eomysticetus є членом родини Eomysticetidae, до якої також входять Micromysticetus, Tohoraata, Tokarahia та Yamatocetus. Є два види Eomysticetus, E. whitmorei та E. carolinensis, обидва з формації Chandler Bridge у Південній Кароліні.

## Фізичні характеристики
Череп був приблизно 1.5 метра в довжину. Як і у більш розвинених вусатих китів, його щелепи були вуси замість зубів, а це означає, що він міг фільтрувати планктон за допомогою вусатих пластин. Однак примітивні вусаті кити могли зберегти зуби, вкриті емаллю, вбудовані в ясна, подібно до сучасних кашалотів. Вусаті кити, як група, можуть бути чутливими до низькочастотних звуків.
На відміну від сучасних вусатих китів, Eomysticetus мав отвір, який був розташований перед очима, а характеристики його хребців і кісток плавців подібні до характеристик археоцетів, таких як базилозавр.